# Темповый сельский округ
Темповый сельский округ — упразднённая административно-территориальная единица, существовавшая на территории Талдомского района Московской области в 2003—2006 годах.
Темповый сельский округ был образован в составе Талдомского района Московской области 15 января 2003 года. В его состав вошли посёлок Темпы (ранее — рабочий посёлок), а также деревни Карманово и Мельдино и посёлок Полудёновка, прежде находившиеся в административном подчинении р.п. Темпы.
27 августа 2004 года в Темповом с/о посёлок Темпы был преобразован в село, а посёлок Полудёновка — в деревню.
В ходе муниципальной реформы 2004—2005 годов Темповый сельский округ прекратил своё существование как муниципальная единица. При этом все его населённые пункты были переданы в сельское поселение Темповое.
29 ноября 2006 года Темповый сельский округ исключён из учётных данных административно-территориальных и территориальных единиц Московской области.